# Yvonne Furneaux

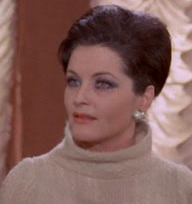
Yvonne Furneaux într-o scenă din filmul În numele poporului italian (1971)

Yvonne Furneaux pseudonimul lui Élisabeth Yvonne Scatcherd (n. 11 mai 1926, Roubaix, Nord-Pas-de-Calais, Franța – d. 5 iulie 2024, North Hampton⁠(d), New Hampshire, SUA) a fost o actriță de film franco-britanică. 
Și-a petrecut o mare parte a carierei în cinematografia britanică și italiană. Printre cele mai cunoscute filme ale sale se numără Stăpânul din Ballantrae (1953), Prietenele (1955), La dolce vita (1960), Contele de Monte Cristo (1961) și În numele poporului italian (1971).

## Biografie
Furneaux s-a născut dintr-un tată britanic și o mamă franceză, ceea ce a însemnat că a crescut multilingv. A venit în Marea Britanie la vârsta de 20 de ani și și-a terminat pregătirea de actorie la Academia Regală de Artă Dramatică. Tânăra atrăgătoare și-a găsit curând de lucru pe scenă și în filme.
A primit primele roluri mici în filme englezești, dar mai târziu a participat și la producții franceze și italiene. A jucat mai ales femei pline de spirit în filme de diferite genuri. Rolul ei în Prietenele (1955) de Michelangelo Antonioni este considerat un rol solicitant din punct de vedere artistic. În 1959, a apărut în filmul de groază Mumia, alături de Peter Cushing și Christopher Lee. În filmul clasic La dolce vita al lui Federico Fellini din 1960, ea a interpretat-o pe logodnica deprimată a lui Marcello Mastroianni, Emma, care disperă de infidelitatea partenerului ei. În 1965, ea a apărut în filmul de groază al lui Roman Polanski Repulsie, în rolul surorii mai mari a nebunei Catherine Deneuve.
Mai târziu, filmele sale includ și câteva producții germane. De exemplu, în 1964 a jucat în Die Todesstrahlen des Dr. Mabuse rolul principal feminin. De la mijlocul anilor 1960, ea s-a retras din ce în ce mai mult din industria cinematografică. Una dintre ultimele ei apariții a fost în comedia de groază Frankenstein's Great Aunt Tillie (1984) cu Donald Pleasence. În 2006, s-a întors din nou în fața camerei de filmat când a jucat în documentarul fiului ei Nicholas despre Erwin Rommel, rolul soției acestuia.
Din 1962 a fost căsătorită cu cameramanul Jacques Natteau până la moartea acestuia și au avut un fiu, Nicholas Natteau. Cuplul s-a pensionat la Lausanne, Elveția.

## Filmografie selectivă
- 1952 Meet Me Tonight, regia Anthony Pelissier
- 1952 Un giorno... tutta la vita (24 Hours of a Woman's Life), regia Victor Saville (nemenționată)
- 1953 Il masnadiero (The Beggar's Opera), regia Peter Brook
- 1953 The Genie, regia Lance Comfort și Lawrence Huntington
- 1953 The House of the Arrow, regia Michael Anderson
- 1953 Stăpânul din Ballantrae (The Master of Ballantrae), regia William Keighley
- 1954 The Javanese Dagger, regia Paul Dickson
- 1954 Il maestro di Don Giovanni (Crossed Swords), regia Milton Krims (nemenționată)
- 1955 Răzbunătorul negru (The Dark Avenger), regia Henry Levin
- 1955 Prietenele (Le amiche), regia Michelangelo Antonioni
- 1955 Cross Channel, regia R.G. Springsteen
- 1955 Il principe dalla maschera rossa, regia Leopoldo Savona
- 1956 Lisabona (Lisbon), regia Ray Milland
- 1959 Carta al cielo, regia Arturo Ruiz Castillo
- 1959 Lui, lei e il nonno, regia Anton Giulio Majano
- 1959 Mumia (The Mummy), regia Terence Fisher

- 1960 La dolce vita, regia Federico Fellini
- 1960 Ne place rece...! (A noi piace freddo...!), regia Steno
- 1960 Via Margutta, regia Mario Camerini
- 1960 Il carro armato dell'8 settembre, regia Gianni Puccini
- 1961 Caccia all'uomo, regia Riccardo Freda
- 1961 Contele de Monte Cristo (Le Comte de Monte-Cristo), regia Claude Autant-Lara
- 1962 I lancieri neri, regia Giacomo Gentilomo
- 1962 Il criminale, regia Marcello Baldi
- 1963 Asasinul (Le Meurtrier), regia Claude Autant-Lara
- 1963 Io, Semiramide, regia Primo Zeglio
- 1963 I 4 tassisti, regia Giorgio Bianchi (episodul Caccia al tesoro)
- 1964 Razele morții ale doctorului Mabuse (Die Todesstrahlen des Dr. Mabuse), regia Hugo Fregonese și Victor De Santis
- 1964 Leul din Teba (Il leone di Tebe), regia Giorgio Ferroni
- 1965 Repulsie (Repulsion), regia Roman Polański
- 1967 Scandalul (Le Scandale), regia Claude Chabrol

- 1971 În numele poporului italian (In nome del popolo italiano), regia Dino Risi
- 1972 Versuchung im Sommerwind, regia Rolf Thiele
- 1984 Frankenstein's Great Aunt Tillie, regia Myron J. Gold